# Caciquisme a Mallorca
A Mallorca el caciquisme de l'època de la Restauració constituïa una piràmide jeràrquica d'estrats dependents entre si, amb l'epicentre a Madrid, i que encaixava amb les relacions de domini de classe existents a l'illa.

## La cadena caciquista
En un sistema centralista com el borbònic el cim jeràrquic es trobava a Madrid i estava format pels caps dels partits de torn (a l'època 1917-1923 eren: Romanones, liberals; García Prieto, liberals; Dato, datistes i Maura, conservadors mauristes). A nivell de Mallorca, les màximes autoritats en qui els caps madrilenys esmentats delegaven el poder eren els caps provincials (a l'època 1917-1923 eren Bernat Amer, liberal; Josep Socias, datista i Manuel Guasp, maurista. A continuació venia un altre estrat, subordinat a l'anterior, format per notables o cacics senyors, molts dels quals foren diputats provincials a corts o ocuparen càrrecs polítics. Finalment, la darrera baula de la cadena caciquista estava formada pels subcacics o cacics pagesos, també anomenats caciquets, que residien als pobles i que eren els caps locals dels partits dinàstics i sovint feien de batles rurals.

### Els caps provincials
També anomenats els grans cacics o amos, eren omnipotents a l'illa quan el seu partit ocupava el govern de Madrid i trobaven la col·laboració del cap estatal materialitzada en el governador afí. La dependència del cap estatal no era tant deguda a la imposició de contínues directrius com per la perfecta assumpció del centraisme per part d'ells, identificats del tot amb els seus dirigents estatals.
Bernat Amer, era el cappare dels liberals mallorquins des de l'escissió de l'estiu de 1917, quan encapçalà la fracció de Manuel Garcia Prieto davant la romanonista d'Alexandre Rosselló. Va estar molt vinculat al contrabandista Joan March. Els seus càrrecs polítics li permeteren ocupar llocs destacats de l'activitats econòmica mallorquina i afavorir els interessos familiars.
Manuel Guasp va ser cap provincial del maurisme mallorquí (conservadors) des del 1914. Molt afeblit el poder maurista després de l'escissió datista liderada pel cacic Josep Socias, sols va poder conservar un diputat a Corts (Antoni Maura). Guasp sols va ser diputat el 1923. Però la posició de Maura a Madrid, on ocupà la presidència del govern diverses vegades, li permeté formular moltes peticions i repartiments de favors. Va ser el misser del milionari maurista Manuel Salas.
Josep Socias Gradolí liderà la política provincial fins a les legislatives de 1923 quan fou enderrocat per Joan March i Ordinas Verga i perdé el seu escó. Era president de la Companyia de Tramvies Elèctrics i membre del consell d'administració de nombroses empreses.
Els caps provincials eren els que designaven els candidats a diputat al Parlament. En el cas dels mauristes l'escó que els corresponia era per definició d'Antoni Maura. Els datistes solien comptar amb dos diputats un era pel mateix cap provincial (Josep Socias) i l'altre pel comte de Sallent, sempitern parlamentari. Pel que fa als liberals Bernat Amer dominava l'espai illenc i Alexandre Rosselló, com a diputat, era l'home d'estat i fou conseller i vicesecretari d'Instrucció Pública i Belles Arts, governador de Madrid i ministre de Gràcia i Justícia.
Joan March, l'influent milionari, a partir de 1919 esdevingué d'una forma clara el cap dels liberals, propiciant l'absorció dels regionalistes, l'ascens de Lluís Alemany, el seu home de confiança, a diputat a Corts (1920) i preparant personalment les eleccions municipals i legislatives de 1922 i 1923, en les quals aprofità la seva fortuna per establir una de cada cop més nombrosa clientela i la subordinació d'autoritats clau en la tramoia caciquista com el governador o el president de l'Audiència.

### Els notables ocacics-senyors
Pel que fa als liberal, ocuparen aquest espai homes de Joan March, molts d'ells col·locats a les seves empreses. El misser Lluís Alemany, que fou batle de Ciutat el 1908, president de la Diputació el 1917 i diputat a Corts el 1920, ocupà càrrecs directius a les empreses de March. El misser Joaquim Pascual, gendre de Bernat Amer i regidor de Ciutat des de 1920, era l'advocat que duia els afers del milionari i a partir de 1921 fou el director de la fàbrica de gas i electricitat de March.
Entre els notables conservadors mauristes destaca Bartomeu Fons i Jofre de Villegas, que fou batle de Ciutat el 1921, gran propietari agrari i representant de la companyia estatal Salinera Espanyola. El també misser Lluís Canals, fou el successor de Manuel Guasp en la direcció del maurisme balear, regidor de Ciutat, diputat provincial i finalment president de la Diputació. Gràcies a les relacions amb Antoni Maura obtengué la plaça d'auxiliar de l'Audiència, secretari de la Cambra de Comerç i secretari comptador de la Junta d'Obres del Port. Miquel Rosselló i Alemany, diputat provincial maurista l'any 1916, era misser i alhora un gran propietari agrari.
Altres personatges que jugaren el paper de cacics-senyors foren Pere de Montaner, comte de Peralada, que exercí una gran influència sobre el poble de Sant Joan; Manuel Salas i Sureda, molt influent a Artà, Jeroni Estades a Sóller; Pere Morell d'Olesa, Pere Llobera i Joan Miquel Sureda.

### Els cacics pagesos
Aquesta categoria estava encarnada pels amos i majorals de possessió, caps locals dels partit dinàstics i sovint batles rurals. Moltes vegades estaven al servei del senyor de la possessió si aquest tenia un paper actiu en la política mallorquina. Hi ha exemples com l'amo de Sant Martí a Vilafranca, l'amo en Rafel de Son Poquet, els amos de Solleric i es Cabàs de Manuel Salas i Sureda. Antoni Oliver dels Calderers treballà primer pel carlí Joan Miquel Sureda i Verí, marquèsde Vivot i després amb el cacic Pere de Montaner.
Els cacics pagesos fonamentaven en part el seu poder en l'administració de justícia, la distribució contributiva, els cabals municipals, la distribució de feina, etc., copetències que posseïen sempre que fossin fidels a les diferents jerarquies del seu partit. Eren els caps provincials els que dominaven la clau de la justícia a nivell illenc (president de l'Audiència i degans dels Col·legis de Notaris i Advocats), la delegació d'Hisenda, el govern civil, etc.

## Caciquisme i administració
A l'ajuntament de Ciutat sempre hi ha una petita representació de forces polítiques de fora de torn. Hi solia haver un regidor republicà, un de carlí, un de socialista i un de reformista, ja que hi havia un vot minoritari no controlat pel caciquisme. La majoria municipal sempre estava, però, en un dels tres partits dinàstics. Gràcies al control de l'administració s'obtenien bons avantatges. Aquest és el cas de Joan March quan, davant l'extrema situació d'escassesa desubsistències, aconseguí mantenir les exportacions de queviures. Les batlies dels pobles estaven molt controlades pel caciquisme.
La Diputació Balear tenia competències limitades i recursos exigus. Quant a les Corts els diputats mallorquins, amb comptades excepcions, mantengueren un mutisme quasi complet. En tot cas exercien d'intermediaris per a la gestió de favors personals. Isabel Peñarrubia utilitza l'expressió de caciquisme dependent, ja que els cacics provincials i locals depenien per complet del poder de Madrid i per això aquells diputats i senadors mai defensaren els interessos de Mallorca.
El governador civil, durant tota la Restauració, va actuar de mediador entre el govern espanyol i els cacis locals. Un nus important del poder de la xarxa caciquista era l'administració de justícia: Audiència Territorial, jutjats de Primera Instància, jutjats municipals i els col·legis d'Advocats i de Notaris. Una administració de justícia tan corrupta sols es pot explicar pels mecanismes que seguien molts dels seus membres per tenir-hi accés: la influència dels diputats a Corts i dels seus protegits.

## Els mètodes del caciquisme mallorquí
El cacic a canvi del vot i l'adhesió política de la població havia de subministrar favors i exercir una protecció, a vegades amb tocs paternalistes. A molts de pobles el cacic era totpoderós. Una de les armes que tenien per a subjectar l'electorat era la feina, ja que tenia capacitat de deixar sense treball a molta de gent. La compra de vots s'usava en situacions enfrontades. També era freqüent proporcionar la rebaixa del servei militar o la impunitat judicial. Per al que no es plegava el cacic esdevenia un tirà que li feia la vida impossible: apujant-li la contribució, traient els llogaters de la casa, tallant l'aigua als hortolans sollerics, acomiadant etsecalladors a Artà, prohibint de recollir llenya a la garriga... Deixaven el metge rebel sense malalts, demanaven amb urgència la quantitat bestreta feia anys, substituïen el jutje municipal recte, apujaven la contribució a l'industrial, feien tancar prest i posaven una multa al propietari del cafè contrari. Si, a més a més, la no submissió era ideològica, podia entrar en acció l'immens potencial segregador de l'església, marcant socialment i arraconant els díscols. Normalment aixecar-se contra aquell estat de coses implicava, en darrer terme, anar-se'n del poble (com es planteja el protagonista de l'obra de Joan Torrendell Els encarrilats).